# 日拉克河
日拉克河（烏克蘭語：Жирак）是烏克蘭的河流，位於該國西部，流經捷爾諾波爾州，屬於戈倫河的右支流，發源自希雷，河道全長30公里，流域面積561平方公里。